# 몰리솔

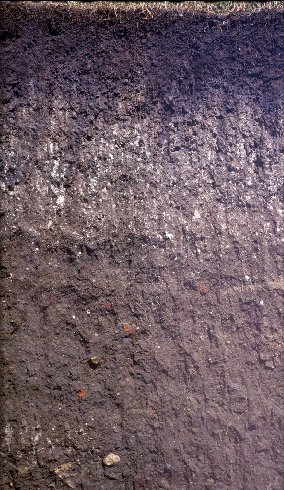
몰리솔 단면

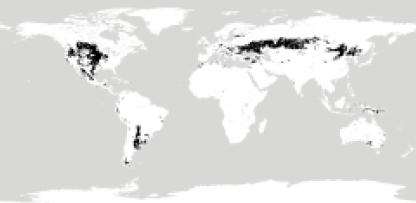
세계의 몰리솔

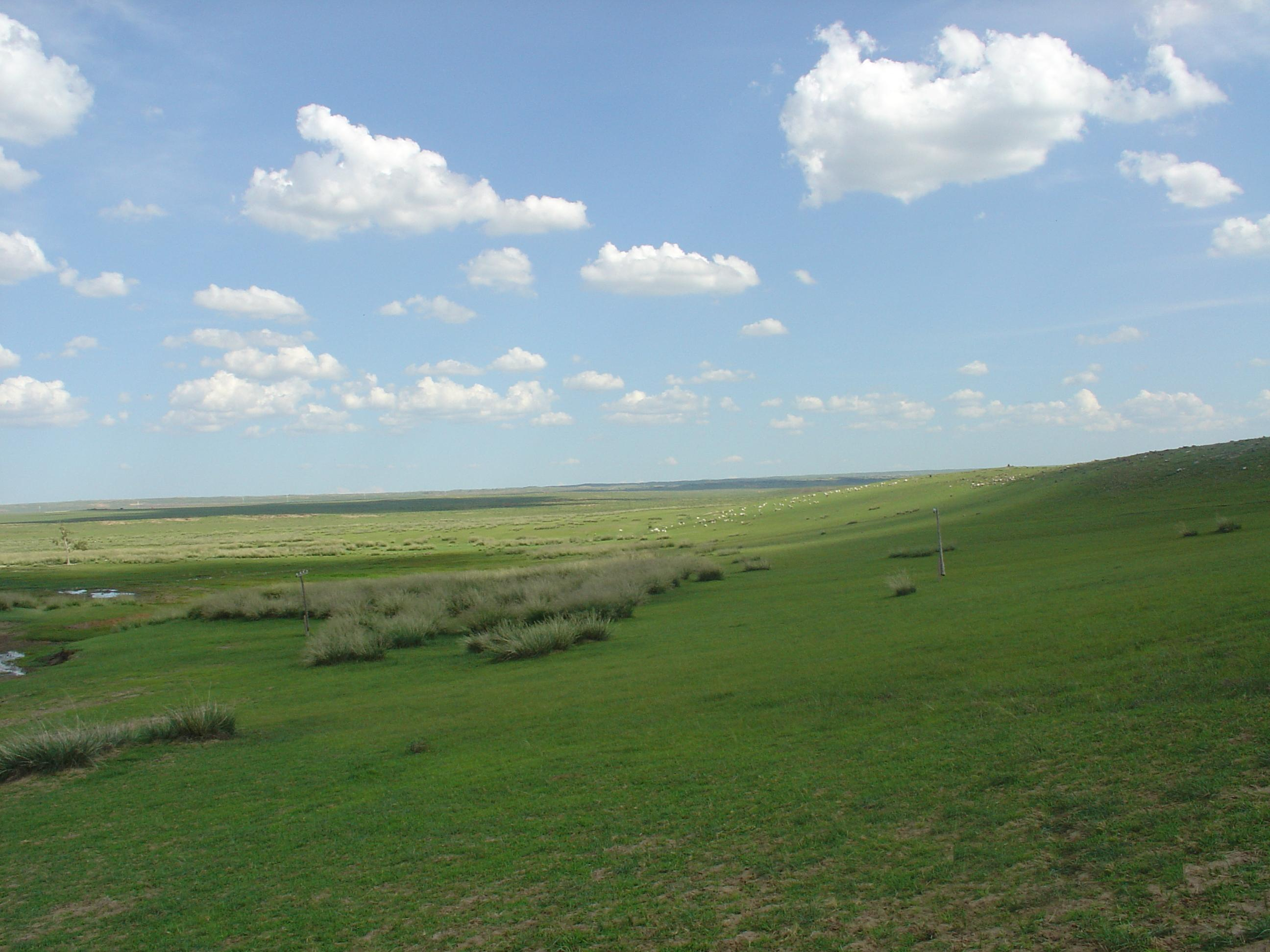
몰리솔은 일반적으로 스텝 생물군계와 관련이 있다.

몰리솔(Mollisol)은 깊고 유기물이 많으며 영양분이 풍부한 표층토(A층)를 가진 토양구로, 일반적으로 깊이가 60~80cm(24~31인치)이다. 몰릭 표층(mollic epipedon)이라고 불리는 이 비옥한 표층은 몰리솔의 결정적인 진단적 특징이다. 몰릭 표층은 식물 뿌리에서 파생된 유기물이 장기간 추가되어 형성되며, 일반적으로 부드러운 과립형 토양 구조를 가지고 있다.
몰리솔은 일반적으로 사바나와 산악 계곡(중앙아시아 및 북아메리카의 그레이트플레인스 등)에서 발생한다. 이 환경은 역사적으로 불과 개미, 지렁이와 같은 유기체에 의한 풍부한 토양 교란에 의해 강한 영향을 받았다. 2003년에는 초원 생태계의 14~26%만이 비교적 자연 상태(즉, 지층의 비옥도 때문에 농업에 사용되지 않음)로 남아 있는 것으로 추정되었다. 전 세계적으로 몰리솔은 얼음이 없는 육지 면적의 약 7%를 차지한다. 세계에서 농업적으로 가장 생산성이 높은 토양 순서로서 몰리솔은 경제적으로 가장 중요한 토양 순서 중 하나이다.
오늘날 알려진 대부분의 다른 토양 순서들은 2억 8천만 년 전 석탄기 빙하기 초기에 형성되었지만, 몰리솔은 에오세부터 고토양학적 기록에서 가장 잘 알려져 있다. 그들의 발달은 올리고세, 마이오세, 플라이오세 동안 발생한 지구 기후의 냉각 및 건조와 매우 밀접하게 관련되어 있다.

## 하위 분류
알볼스(Albolls)—습한 토양; 용탈층이 있는 수성 토양 수분 체제
아쿠올스(Aquolls)—습한 토양; 수성 토양 수분 체제
크리올스(Cryolls)—추운 기후; 한랭 또는 극지 토양 온도 체제
겔롤스(Gelolls)—매우 추운 기후; 연평균 토양 온도 < 0 °C
렌돌스(Rendolls)—석회 모재
우돌스(Udolls)—습한 기후; 우딕 수분 체제
우스톨스(Ustolls)—반습윤 기후; 우스틱 수분 체제
제로올스(Xerolls)—지중해성 기후; 건조 수분 체제
몰리솔과 대부분 유사하지만 연속적이거나 불연속적인 영구동토를 포함하며 결과적으로 동결교란의 영향을 받는 토양은 티베트의 고산 고원과 안데스 알티플라노고원에서 흔하다. 이러한 토양은 몰리터벨 또는 몰리올텔이라고 불리며, 다른 매우 추운 기후의 토양처럼 산성이 아니기 때문에 이러한 추운 기후에서 가장 좋은 방목지를 제공한다.
몰릭 표층을 가지고 있지만 높은 수축-팽창 특성과 비교적 높은 점토 함량이 몰릭 표층보다 우세하여 버티솔로 분류되는 다른 토양들도 있다. 이러한 토양은 특히 파라나강 유역에서 풍부하지만 불규칙한 강우량과 안데스산맥에서 유래한 점토가 풍부한 광물의 광범위한 퇴적을 받는 남아메리카의 일부 지역에서 흔히 볼 수 있다. 몰릭 표층은 일부 안디솔에서도 발생하지만 안딕 특성이 우선한다.
세계 토양 자원 참조 기반 (WRB)에서 몰리솔은 체르노젬, 카스타노젬, 파에오젬으로 나뉜다. 얕거나 자갈이 많은 몰리솔은 렙토솔에 속할 수 있다. 많은 아쿠올은 글레이솔, 스태그노솔 또는 플라노솔이다. 나트륨층이 있는 몰리솔은 솔로네츠에 속한다.

## 같이 보기
- 토양형성작용
- 토양학 (토양 연구)
- 토양분류
- 토양학
- 토양구